# Olympische Sommerspiele 1972/Turnen
Bei den XX. Olympischen Sommerspielen 1972 in München fanden 14 Wettkämpfe im Gerätturnen statt, davon acht für Männer und sechs für Frauen. Austragungsort der Turnwettkämpfe war die Münchner Olympiahalle. Die Wettbewerbe der Männer wurden von den Japanern dominiert, die 16 von 24 Medaillen gewannen. Bei den Frauen beherrschten die Turnerinnen der UdSSR mit 10 von 18 möglichen Medaillen das Geschehen.

## Bilanz

### Medaillenspiegel
| Platz  | Land        | Gold | Silber | Bronze | Gesamt |
| ------ | ----------- | ---- | ------ | ------ | ------ |
| 1      | Sowjetunion | 6    | 6      | 4      | 16     |
| 2      | Japan       | 5    | 5      | 6      | 16     |
| 3      | DDR         | 3    | 4      | 2      | 9      |
| 4      | Ungarn      | –    | –      | 1      | 1      |
| Gesamt | Gesamt      | 14   | 15     | 13     | 42     |

### Medaillengewinner
Männer
| Disziplin            | Gold                                                                                               | Silber | Bronze                                                                                    |
| -------------------- | -------------------------------------------------------------------------------------------------- | --- | ----------------------------------------------------------------------------------------- |
| Barren               | Sawao Katō (JPN)                                                                                   | Shigeru Kasamatsu (JPN)                                                                                            | Eizō Kenmotsu (JPN)                                                                       |
| Boden                | Nikolai Andrianow (URS)                                                                            | Akinori Nakayama (JPN)                                                                                             | Shigeru Kasamatsu (JPN)                                                                   |
| Pauschenpferd        | Wiktor Klimenko (URS)                                                                              | Sawao Katō (JPN)                                                                                                   | Eizō Kenmotsu (JPN)                                                                       |
| Reck                 | Mitsuo Tsukahara (JPN)                                                                             | Sawao Katō (JPN)                                                                                                   | Shigeru Kasamatsu (JPN)                                                                   |
| Ringe                | Akinori Nakayama (JPN)                                                                             | Michail Woronin (URS)                                                                                              | Mitsuo Tsukahara (JPN)                                                                    |
| Sprung               | Klaus Köste (GDR)                                                                                  | Wiktor Klimenko (URS)                                                                                              | Nikolai Andrianow (URS)                                                                   |
| Einzelmehrkampf      | Sawao Katō (JPN)                                                                                   | Eizō Kenmotsu (JPN)                                                                                                | Akinori Nakayama (JPN)                                                                    |
| Mannschaftsmehrkampf | JapanSawao Katō Eizō Kenmotsu Shigeru Kasamatsu Akinori Nakayama Teruichi Okamura Mitsuo Tsukahara | SowjetunionNikolai Andrianow Wiktor Klimenko Alexander Malejew Eduard Mikaeljan Wladimir Stschukin Michail Woronin | DDRMatthias Brehme Wolfgang Klotz Klaus Köste Jürgen Paeke Reinhard Rychly Wolfgang Thüne |

Frauen
| Disziplin            | Gold | Silber                                                                                        | Bronze                                                                                     |
| -------------------- | --- | --------------------------------------------------------------------------------------------- | ------------------------------------------------------------------------------------------ |
| Boden                | Olga Korbut (URS)                                                                                             | Ljudmila Turischtschewa (URS)                                                                 | Tamara Lasakowitsch (URS)                                                                  |
| Schwebebalken        | Olga Korbut (URS)                                                                                             | Tamara Lasakowitsch (URS)                                                                     | Karin Janz (GDR)                                                                           |
| Sprung               | Karin Janz (GDR)                                                                                              | Erika Zuchold (GDR)                                                                           | Ljudmila Turischtschewa (URS)                                                              |
| Stufenbarren         | Karin Janz (GDR)                                                                                              | Olga Korbut (URS) Erika Zuchold (GDR)                                                         | nicht vergeben                                                                             |
| Einzelmehrkampf      | Ljudmila Turischtschewa (URS)                                                                                 | Karin Janz (GDR)                                                                              | Tamara Lasakowitsch (URS)                                                                  |
| Mannschaftsmehrkampf | SowjetunionLjubow Burda Olga Korbut Antanina Koschal Tamara Lasakowitsch Elwira Saadi Ljudmila Turischtschewa | DDRIrene Abel Angelika Hellmann Karin Janz Richarda Schmeißer Christine Schmitt Erika Zuchold | UngarnIlona Békési Mónika Császár Márta Kelemen Anikó Kéry Krisztina Medveczky Zsuzsa Nagy |

## Wettbewerbe und Zeitplan

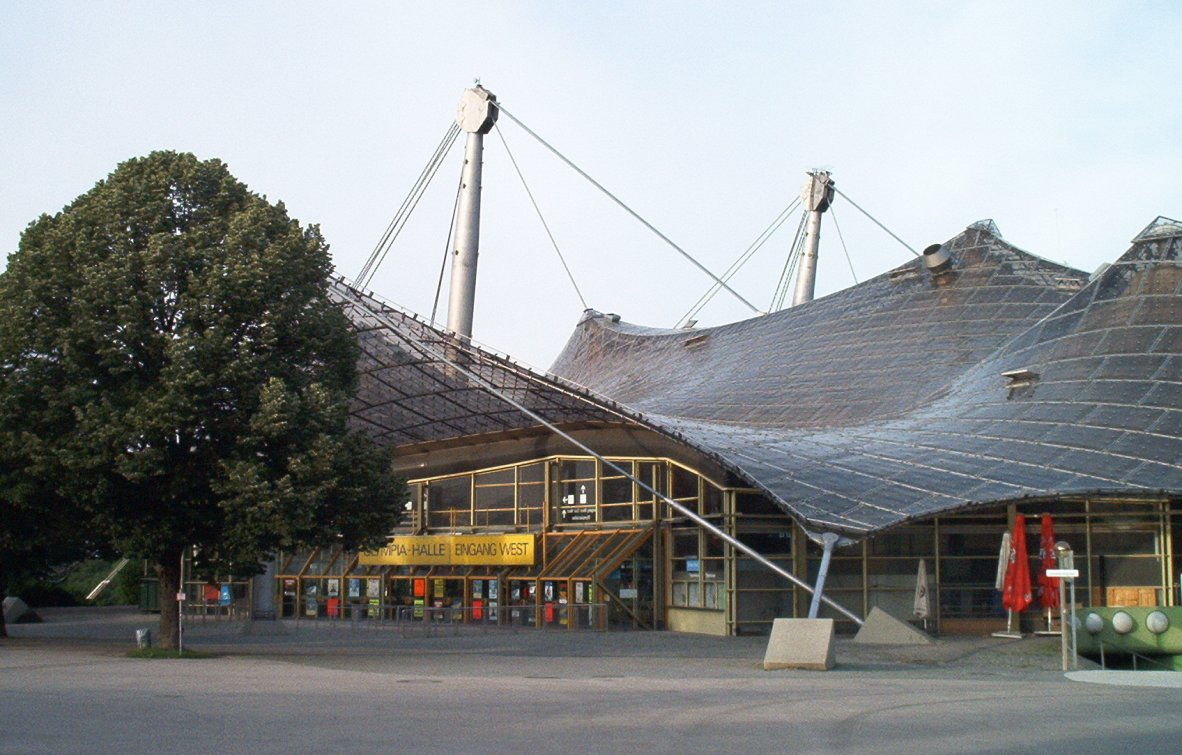
Olympiahalle – Austragungsort der Wettbewerbe im Gerätturnen

| Wettbewerbe und Zeitplan Gerätturnen | Wettbewerbe und Zeitplan Gerätturnen | Wettbewerbe und Zeitplan Gerätturnen | Wettbewerbe und Zeitplan Gerätturnen | Wettbewerbe und Zeitplan Gerätturnen | Wettbewerbe und Zeitplan Gerätturnen | Wettbewerbe und Zeitplan Gerätturnen |
| Wettbewerbe                          | August / September                   | August / September                   | August / September                   | August / September                   | August / September                   | August / September                   |
| Männer                               | 27.                                  | 28.                                  | 29.                                  | 30.                                  | 31.                                  | 01.                                  |
| ------------------------------------ | ------------------------------------ | ------------------------------------ | ------------------------------------ | ------------------------------------ | ------------------------------------ | ------------------------------------ |
| Mannschaftsmehrkampf                 |                                      |                                      |                                      |                                      |                                      |                                      |
| Einzelmehrkampf                      |                                      |                                      |                                      |                                      |                                      |                                      |
| Boden                                |                                      |                                      |                                      |                                      |                                      |                                      |
| Seitpferd                            |                                      |                                      |                                      |                                      |                                      |                                      |
| Ringe                                |                                      |                                      |                                      |                                      |                                      |                                      |
| Sprung                               |                                      |                                      |                                      |                                      |                                      |                                      |
| Barren                               |                                      |                                      |                                      |                                      |                                      |                                      |
| Reck                                 |                                      |                                      |                                      |                                      |                                      |                                      |
| Frauen                               | 27.                                  | 28.                                  | 29.                                  | 30.                                  | 31.                                  | 01.                                  |
| Mannschaftsmehrkampf                 |                                      |                                      |                                      |                                      |                                      |                                      |
| Einzelmehrkampf                      |                                      |                                      |                                      |                                      |                                      |                                      |
| Sprung                               |                                      |                                      |                                      |                                      |                                      |                                      |
| Stufenbarren                         |                                      |                                      |                                      |                                      |                                      |                                      |
| Schwebebalken                        |                                      |                                      |                                      |                                      |                                      |                                      |
| Boden                                |                                      |                                      |                                      |                                      |                                      |                                      |

| 000 | Qualifikation |  | Finale |

## Männer

### Mannschaftsmehrkampf
| Platz | Land | Athleten                                                                                                | Punkte |
| ----- | ---- | --- | ------ |
| 1     | JPN  | Sawao Katō Eizō Kenmotsu Shigeru Kasamatsu Akinori Nakayama Teruichi Okamura Mitsuo Tsukahara           | 571,25 |
| 2     | URS  | Nikolai Andrianow Wiktor Klimenko Alexander Malejew Eduard Mikaeljan Wladimir Stschukin Michail Woronin | 564,05 |
| 3     | GDR  | Matthias Brehme Wolfgang Klotz Klaus Köste Jürgen Paeke Reinhard Rychly Wolfgang Thüne                  | 559,70 |
| 4     | POL  | Mikołaj Kubica Andrzej Szajna Sylwester Kubica Wilhelm Kubica Mieczysław Strzałka Jerzy Kruza           | 551,10 |
| 5     | FRG  | Eberhard Gienger Walter Mössinger Günter Spiess Bernd Effing Reinhard Ritter Heinz Häussler             | 546,40 |
| 6     | PRK  | Li Song-sob Kim Song Yu Kim Song Jl Shin Heung Do Ho Yun Hang Jo Jong Ryol                              | 545,05 |
| 7     | ROM  | Petre Mihaiuc Dan Grecu Gheorghe Păunescu Mircea Gheorghiu Nicolae Oprescu Constantin Petrescu          | 538,90 |
| 8     | HUN  | Imre Molnár Zoltán Magyar István Kiss Béla Herczeg Antal Kisteleki István Bérczi                        | 538,60 |

Finale am 29. August

### Einzelmehrkampf
| Platz | Athlet            | Land | Punkte  |
| ----- | ----------------- | ---- | ------- |
| 1     | Sawao Katō        | JPN  | 114,650 |
| 2     | Eizō Kenmotsu     | JPN  | 114,575 |
| 3     | Akinori Nakayama  | JPN  | 114,325 |
| 4     | Nikolai Andrianow | URS  | 114,200 |
| 5     | Shigeru Kasamatsu | JPN  | 113,700 |
| 6     | Wiktor Klimenko   | URS  | 113,075 |
| 6     | Klaus Köste       | GDR  | 113,075 |
| 8     | Mitsuo Tsukahara  | JPN  | 112,775 |

Finale am 30. August

### Gerätefinals

#### Boden
| Platz | Athlet            | Land | Punkte |
| ----- | ----------------- | ---- | ------ |
| 1     | Nikolai Andrianow | URS  | 19,175 |
| 2     | Akinori Nakayama  | JPN  | 19,125 |
| 3     | Shigeru Kasamatsu | JPN  | 19,025 |
| 4     | Eizō Kenmotsu     | JPN  | 18,925 |
| 5     | Klaus Köste       | GDR  | 18,825 |
| 6     | Sawao Katō        | JPN  | 18,750 |

Finale am 1. September

#### Pauschenpferd
| Platz | Athlet            | Land | Punkte |
| ----- | ----------------- | ---- | ------ |
| 1     | Wiktor Klimenko   | URS  | 19,125 |
| 2     | Sawao Katō        | JPN  | 19,000 |
| 3     | Eizō Kenmotsu     | JPN  | 18,950 |
| 4     | Shigeru Kasamatsu | JPN  | 18,925 |
| 5     | Michail Woronin   | URS  | 18,875 |
| 6     | Wilhelm Kubica    | POL  | 18,750 |

Finale am 1. September

#### Ringe
| Platz | Athlet           | Land | Punkte |
| ----- | ---------------- | ---- | ------ |
| 1     | Akinori Nakayama | JPN  | 19,350 |
| 2     | Michail Woronin  | URS  | 19,275 |
| 3     | Mitsuo Tsukahara | JPN  | 19,225 |
| 4     | Sawao Katō       | JPN  | 19,150 |
| 5     | Eizō Kenmotsu    | JPN  | 18,950 |
| 5     | Klaus Köste      | GDR  | 18,950 |

Finale am 1. September

#### Sprung
| Platz | Athlet            | Land | Punkte |
| ----- | ----------------- | ---- | ------ |
| 1     | Klaus Köste       | GDR  | 18,850 |
| 2     | Wiktor Klimenko   | URS  | 18,825 |
| 3     | Nikolai Andrianow | URS  | 18,800 |
| 4     | Eizō Kenmotsu     | JPN  | 18,550 |
| 4     | Sawao Katō        | JPN  | 18,550 |
| 6     | Peter Rohner      | SUI  | 18,525 |

Finale am 1. September

#### Barren
| Platz | Athlet            | Land | Punkte |
| ----- | ----------------- | ---- | ------ |
| 1     | Sawao Katō        | JPN  | 19,475 |
| 2     | Shigeru Kasamatsu | JPN  | 19,375 |
| 3     | Eizō Kenmotsu     | JPN  | 19,250 |
| 4     | Wiktor Klimenko   | URS  | 19,125 |
| 5     | Akinori Nakayama  | JPN  | 18,875 |
| 6     | Nikolai Andrianow | URS  | 17,975 |

Finale am 1. September

#### Reck
| Platz | Athlet            | Land | Punkte |
| ----- | ----------------- | ---- | ------ |
| 1     | Mitsuo Tsukahara  | JPN  | 19,725 |
| 2     | Sawao Katō        | JPN  | 19,525 |
| 3     | Shigeru Kasamatsu | JPN  | 19,450 |
| 4     | Eizō Kenmotsu     | JPN  | 19,350 |
| 5     | Akinori Nakayama  | JPN  | 19,225 |
| 6     | Nikolai Andrianow | URS  | 19,100 |

Finale am 1. September

## Frauen

### Mannschaftsmehrkampf
| Platz | Land | Athletin                                                                                                  | Punkte |
| ----- | ---- | --- | ------ |
| 1     | URS  | Ljubow Burda Olga Korbut Antanina Koschal Tamara Lasakowitsch Elwira Saadi Ljudmila Turischtschewa        | 380,50 |
| 2     | DDR  | Irene Abel Angelika Hellmann Karin Janz Richarda Schmeißer Christine Schmitt Erika Zuchold                | 376,55 |
| 3     | HUN  | Ilona Békési Mónika Császár Márta Kelemen Anikó Kéry Krisztina Medveczky Zsuzsa Nagy                      | 368,25 |
| 4     | USA  | Cathy Rigby Kimberly Chace Roxanne Pierce Joan Moore Linda Metheny Nancy Thies                            | 365,90 |
| 5     | TCH  | Mariana Némethová-Krajcírová Zdena Dorňáková Sona Brézdová Zdenka Bujnáčková Hana Lišková Marcela Váchová | 365,00 |
| 6     | ROM  | Elena Ceampelea Alina Goreac Anca Grigoraș Elisabeta Turcu Paula Ion Marcela Păunescu                     | 360,70 |
| 7     | JPN  | Miyuki Matsuhisa Takako Hasegawa Eiko Hirashima Kayoko Saka Kazuo Hanyu Toshiko Miyamoto                  | 359,75 |
| 8     | FRG  | Uta Schorn Jutta Oltersdorf Andrea Niederheide Angelika Kern Ulrike Weyh Ingrid Santer                    | 357,95 |

Finale am 28. August

### Einzelmehrkampf
| Platz | Athletin                | Land | Punkte |
| ----- | ----------------------- | ---- | ------ |
| 1     | Ljudmila Turischtschewa | URS  | 77,025 |
| 2     | Karin Janz              | GDR  | 76,875 |
| 3     | Tamara Lasakowitsch     | URS  | 76,850 |
| 4     | Erika Zuchold           | GDR  | 76,450 |
| 5     | Ljubow Burda            | URS  | 75,775 |
| 6     | Angelika Hellmann       | GDR  | 75,550 |
| 7     | Olga Korbut             | URS  | 75,100 |
| 8     | Elwira Saadi            | URS  | 75,075 |

Finale am 30. August

### Gerätefinals

#### Sprung
| Platz | Athletin                | Land | Punkte |
| ----- | ----------------------- | ---- | ------ |
| 1     | Karin Janz              | GDR  | 19,525 |
| 2     | Erika Zuchold           | GDR  | 19,275 |
| 3     | Ljudmila Turischtschewa | URS  | 19,250 |
| 4     | Ljubow Burda            | URS  | 19,225 |
| 5     | Olga Korbut             | URS  | 19,175 |
| 6     | Tamara Lasakowitsch     | URS  | 19,050 |

Finale am 31. August

#### Stufenbarren
| Platz | Athletin                | Land | Punkte |
| ----- | ----------------------- | ---- | ------ |
| 1     | Karin Janz              | GDR  | 19,675 |
| 2     | Olga Korbut             | URS  | 19,450 |
| 2     | Erika Zuchold           | GDR  | 19,450 |
| 4     | Ljudmila Turischtschewa | URS  | 19,425 |
| 5     | Ilona Békési            | HUN  | 19,275 |
| 6     | Angelika Hellmann       | GDR  | 19,200 |

Finale am 31. August

#### Schwebebalken
| Platz | Athletin                | Land | Punkte |
| ----- | ----------------------- | ---- | ------ |
| 1     | Olga Korbut             | URS  | 19,400 |
| 2     | Tamara Lasakowitsch     | URS  | 19,375 |
| 3     | Karin Janz              | GDR  | 19,225 |
| 4     | Mónika Császár          | HUN  | 19,125 |
| 5     | Ljudmila Turischtschewa | URS  | 19,100 |
| 6     | Erika Zuchold           | GDR  | 18,950 |

Finale am 31. August

#### Boden
| Platz | Athletin                | Land | Punkte |
| ----- | ----------------------- | ---- | ------ |
| 1     | Olga Korbut             | URS  | 19,575 |
| 2     | Ljudmila Turischtschewa | URS  | 19,550 |
| 3     | Tamara Lasakowitsch     | URS  | 19,450 |
| 4     | Karin Janz              | GDR  | 19,400 |
| 5     | Ljubow Burda            | URS  | 19,100 |
| 5     | Angelika Hellmann       | GDR  | 19,100 |

Finale am 31. August